# Kiuruvesi
Kiuruvesi [ˈkiuruvɛsi] ist eine Stadt in der finnischen Region Savo mit 7597 Einwohnern (Stand 31. Dezember 2022). Sie liegt im Nordwesten der Landschaft Nordsavo 120 Kilometer nordöstlich der Stadt Kuopio an der Grenze zu Nordösterbotten und Kainuu.

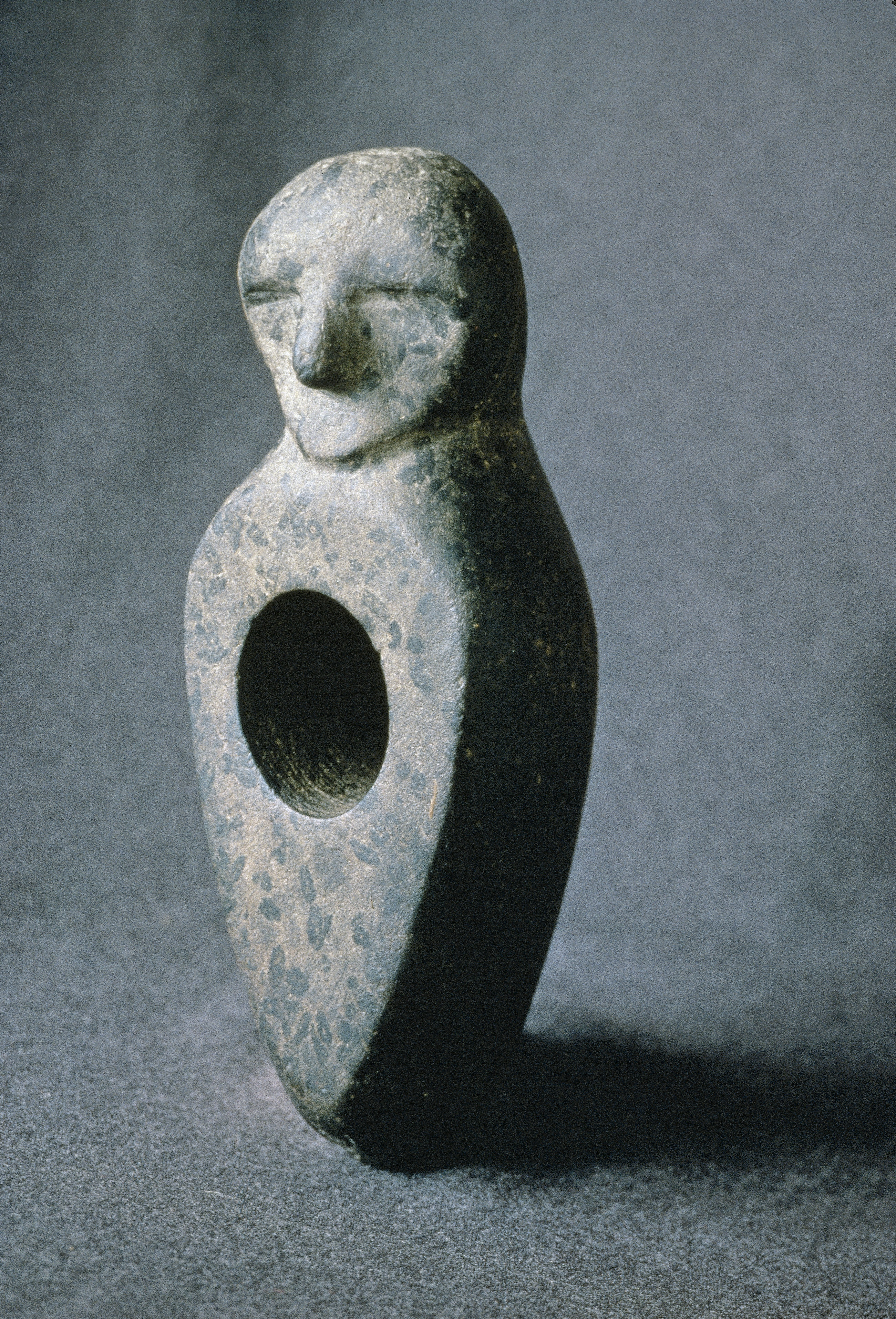
Steinzeitaxt aus Kiuruvesi

Das Stadtzentrum nimmt nur einen kleinen Teil der 1.422,97 Quadratkilometer großen Gesamtfläche ein. Im weitläufigen, ländlich geprägten Umland befinden sich die Dörfer Aittojärvi, Hautakylä, Heinäkylä, Honkaranta, Kalliokylä, Koivujärvi, Korpijoki, Koskenkylä, Lahnajoki, Lapinsalo, Laukkala, Luupuvesi, Löytänä, Niemiskylä, Näläntö, Osmanki, Paajakka, Pihlajamäki, Rantakylä, Rapakkojoki, Remeskylä, Rytky, Ryönänjoki, Salmijärvi, Salmenkylä, Sulkava, Tihilä, Toiviaiskylä und Turhala.
Die 1873 gegründete Gemeinde ist seit 1993 eine Stadt. Nach dem Winterkrieg wurden 1940 rund 2000 Karelier aus den Ostgebieten, die Finnland an die Sowjetunion abtreten musste, in Kiuruvesi angesiedelt. So steht auch im Zentrum von Kiuruvesi neben der evangelisch-lutherischen Kirche ein orthodoxes Gotteshaus, das 1957 für die der Ostkirche angehörigen Neusiedler errichtet wurde. In den 1960er Jahren war die Einwohnerzahl der Gemeinde mit 17.000 auf ihrem Höchststand, seitdem ist sie durch die konstante Abwanderung in die Ballungszentren Südfinnlands auf mittlerweile unter 10.000 gesunken.
Kiuruvesi ist traditionell landwirtschaftlich geprägt. 2003 arbeiteten 27 Prozent der Erwerbstätigen der Stadt im Land- und Forstwirtschaftssektor. Die wichtigsten Produkte sind Milch und Rindfleisch. Ein Zehntel der landwirtschaftlichen Nutzfläche von Kiuruvesi wird ökologisch bewirtschaftet, weshalb sich die Stadt selbst als „Hauptstadt Bio-Finnlands“ bezeichnet.

## Politik

### Stadtrat
Die stärkste politische Kraft in Kiuruvesi ist die bäuerlich-liberale Zentrumspartei. Bei der Kommunalwahl 2017 erhielt sie 46,5 % der Stimmen. Im Stadtrat, der höchsten Entscheidungsinstanz in lokalen Angelegenheiten, stellt sie mit 17 von 33 Abgeordneten die absolute Mehrheit. Zweitstärkste Kraft im Rat ist das Linksbündnis mit sieben Sitzen. Ebenfalls im Stadtrat vertreten sind die Nationale Sammlungspartei mit sieben Mandaten, die rechtspopulistischen Wahren Finnen mit zwei sowie die Christdemokraten mit einem Sitz. Die Sozialdemokraten konnten mit 2,7 % der Stimmen kein Mandat erringen.
| Partei                    | Wahlergebnis 2012 | Sitze   |
| ------------------------- | ----------------- | ------- |
| Zentrumspartei            | 46,5 % (+4,4)     | 17 (+1) |
| Linksbündnis              | 20,9 % (+0,8)     | 7 (±0)  |
| Nationale Sammlungspartei | 19,1 % (−2,2)     | 6 (−2)  |
| Wahre Finnen              | 5,7 % (−4,2)      | 2 (−1)  |
| Christdemokraten          | 5,2 % (+1,6)      | 1 (±0)  |
| Sozialdemokraten          | 2,7 % (+0,4)      | 0 (±0)  |

## Söhne und Töchter der Stadt
- Paavo Lonkila (1923–2017), Skilangläufer
- Soini Nikkinen (1923–2012), Speerwerfer
- Veli-Matti Kärkkäinen (* 1958), evangelischer Theologe, Pfingstpastor und Professor für Systematische Theologie